# Juan Francisco Giachetto
Juan Francisco Giachetto (Florida, 22 d'agost de 1951) és un mestre i polític uruguaià pertanyent al Partit Socialista, sector que forma part de la coalició del Front Ampli.
Es va graduar de mestre el 1970. Durant alguns anys, va ser president de la Federació de Magisteri.
Està casat i té dos fills.
Va ser el primer intendent municipal socialista del departament de Florida (2005-2010). Durant les eleccions municipals del 2010, es va tornar a presentar com a candidat oficialista, però no va resultar reelegit, malgrat haver obtingut més vots que el seu rival i intendent electe, el nacionalista Carlos Enciso.